# Ehemaliges Kraftwerk der Technischen Hochschule Darmstadt
Das ehemalige Kraftwerk der Technischen Hochschule Darmstadt ist ein Bauwerk in Darmstadt.

## Architektur und Geschichte

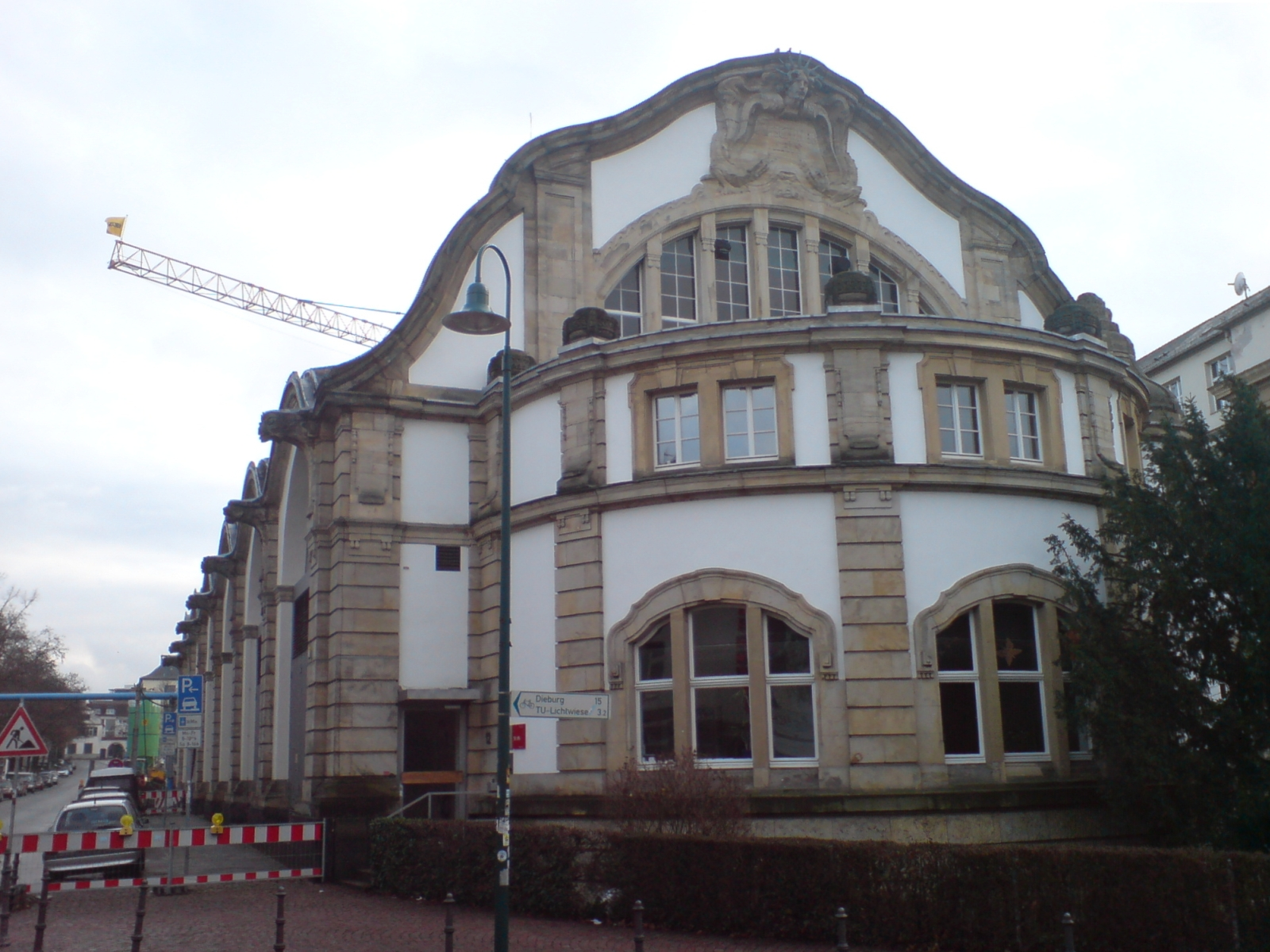
Ehemaliges Kraftwerk der Technischen Hochschule Darmstadt; Nordseite (2009)

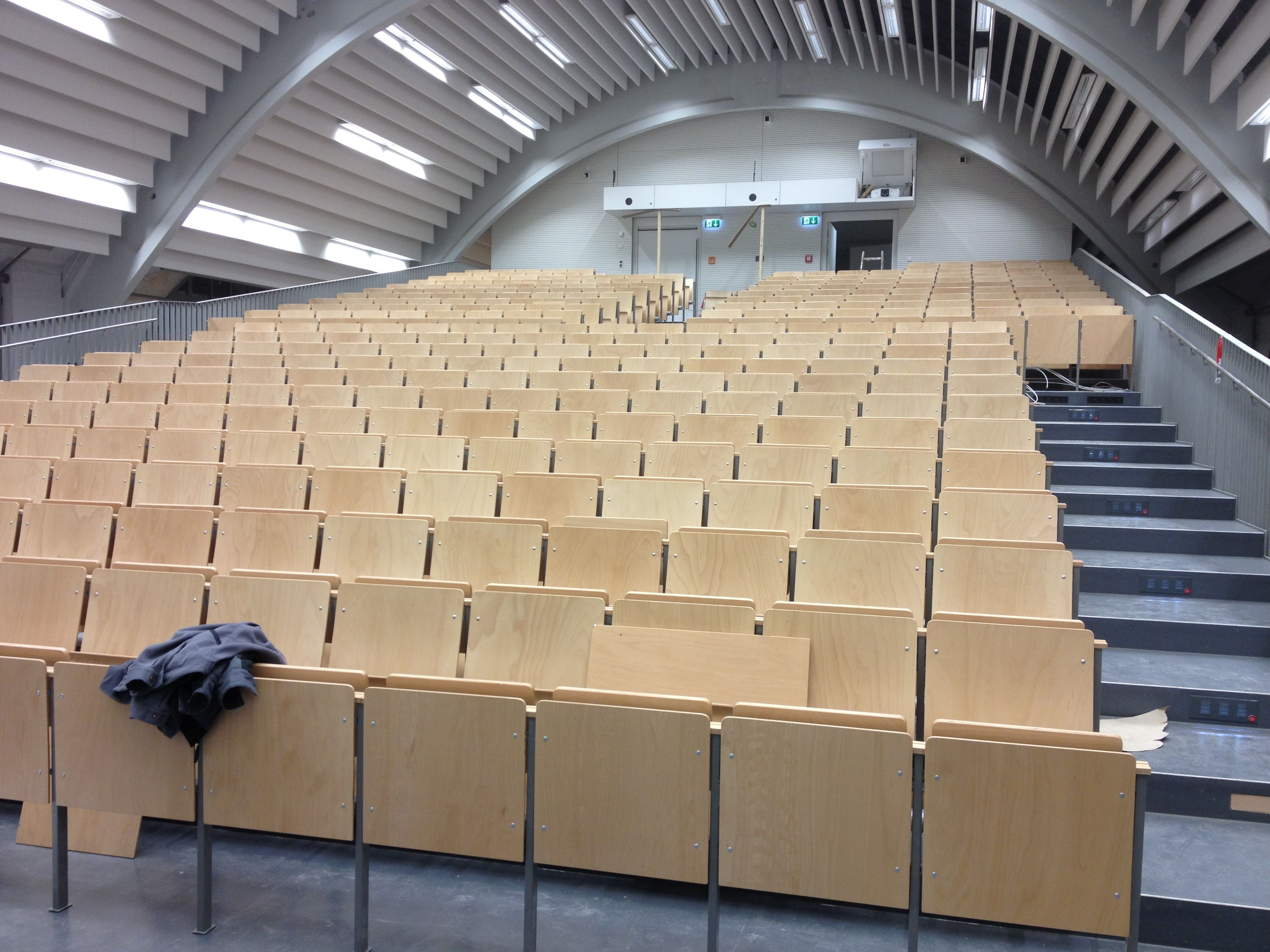
Georg Wickop-Hörsaal (2012)

Der Bau wurde im Jahre 1904 nach Plänen des Architekten Georg Wickop errichtet. Stilistisch nimmt die historisierende Fassadengestaltung Bezug auf die gegenüberliegenden Bürgerhäuser der Alten Vorstadt und das heute nicht mehr existierende Sporertor.
Bei einem Luftangriff im Jahre 1944 und einem Brand im Jahre 1963 wurde die Halle schwer beschädigt.
Die ursprünglich über 18 Meter gespannte Eisenkonstruktion aus genieteten Sichelfachwerkträgern wurde durch eine Betonkonstruktion ersetzt.
Die Dachkonstruktion wird von Mauerwerksstützen getragen, die in der Fassade pilasterartig vorspringen.
An der Nordfassade plante Wickop den Bau von zwei Ecktürmchen, von denen aber nur das rechte ausgeführt wurde.
Die wellenförmige Fassade an der Ostseite zur Magdalenenstraße hin ergibt sich durch zwischen den Trägern hochgezogene Oberlichter.
In den „Wellentälern“ sammelt sich das Regenwasser und wird in die innenliegenden Zisternen abgeleitet.
Die auf den Lisenen besonders ausgearbeiteten Wasserspeier bilden den Abschluss der Wasserkästen und dienen als Überlauf.
Auf der nördlichen Giebelseite mit den breiten Rundbogenfenstern befindet sich ein apsidenartiger Anbau.
Ein eingeschossiger Anbau an der Westseite des Gebäudes wurde als Versuchshalle genutzt.
Aus gelbem Sandstein besteht der wellenförmige, kranzgesimsartig stark hervortretende Giebelabschluss, der durch einen plastischen  Fassadenschmuck betont wird.
Auffällig sind die Lisenen, deren Abschluss an der Nordseite über der Apsis als Akroterien ausgebildet sind.
Die Fenstergewände bestehen ebenfalls aus gelbem Sandstein.

## Nutzung
Neben der Stromerzeugung diente das Kohlekraftwerk der Beheizung der Hochschulgebäude in der Stadtmitte sowie – seit den 1970er-Jahren – per Fernheizung auch des Standortes Lichtwiese. Gleichzeitig war es ein Versuchsfeld für den Fachbereich Maschinenbau (Verbrennung, Thermodynamik, Abgasreinigung).

## Außerbetriebnahme
In den 1970er-Jahren verlor das Kleinkraftwerk seine Bedeutung als Forschungsfeld. Gleichzeitig nahmen die Beschwerden von Anwohnern wegen der täglichen Anlieferungen von Kohle (Lärm- und Staubbelästigung) zu. Die Kessel wurden – auch aus Kostengründen – auf den Betrieb mit Gas und Öl umgerüstet.
Kurz vor der Jahrtausendwende wurde das Kraftwerk abgeschaltet und durch ein neues Gas-Blockheizkraftwerk am Standort Lichtwiese ersetzt.

## Denkmalschutz
Aus architektonischen und stadtgeschichtlichen Gründen ist das ehemalige Kraftwerk der Technischen Hochschule Darmstadt ein Kulturdenkmal.

## Heutige Nutzung
Heute wird das im Inneren umgebaute und sanierte Bauwerk als Hörsaalgebäude und für repräsentative Veranstaltungen genutzt.